# Árbol de hélice

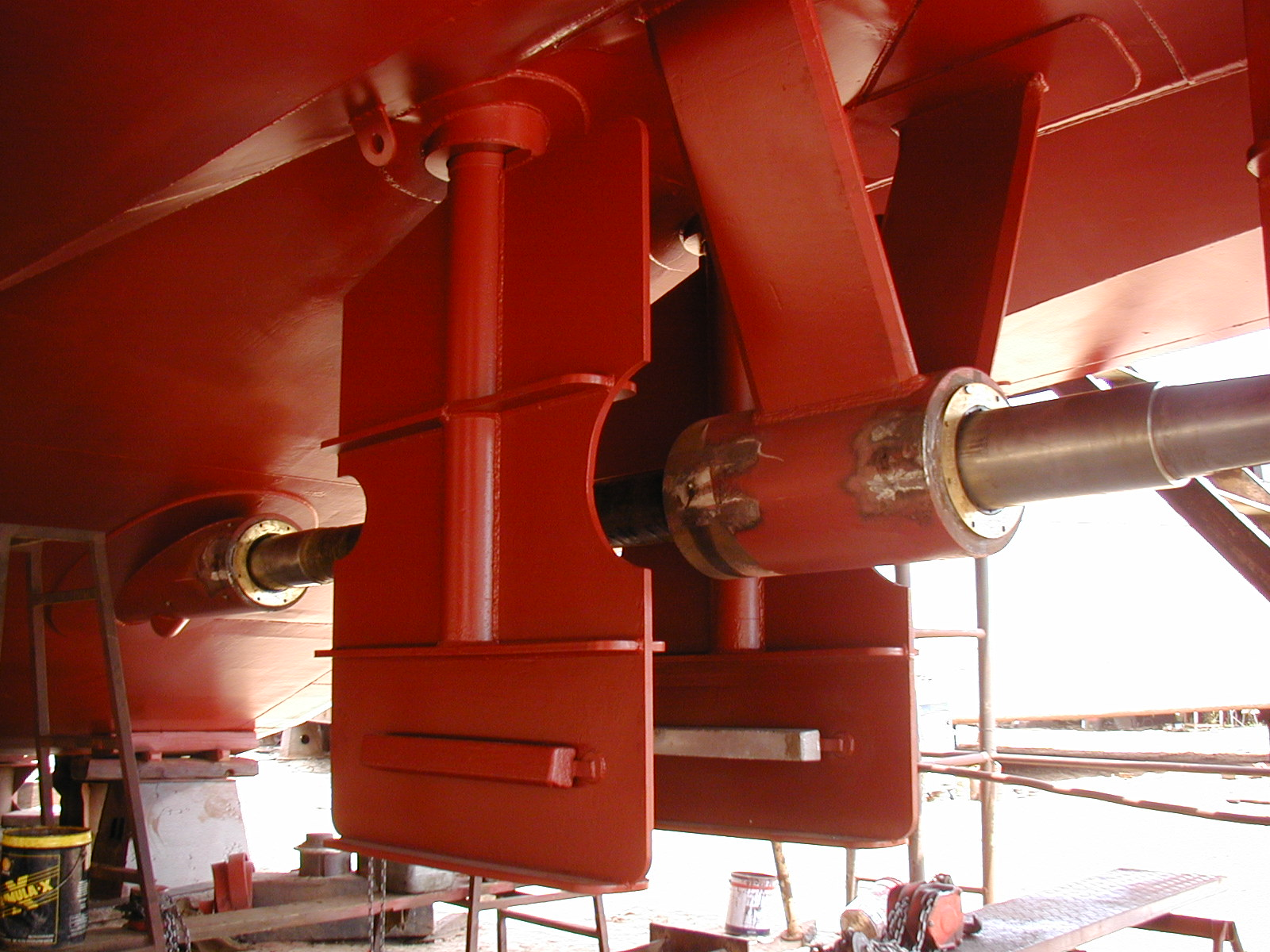
Vista del extremo del eje o árbol porta hélice de un remolcador y sus timones de marcha atrás.

En ingeniería aeronáutica y naval, el árbol de la hélice o árbol de hélice es el eje que conecta un motor con la hélice.

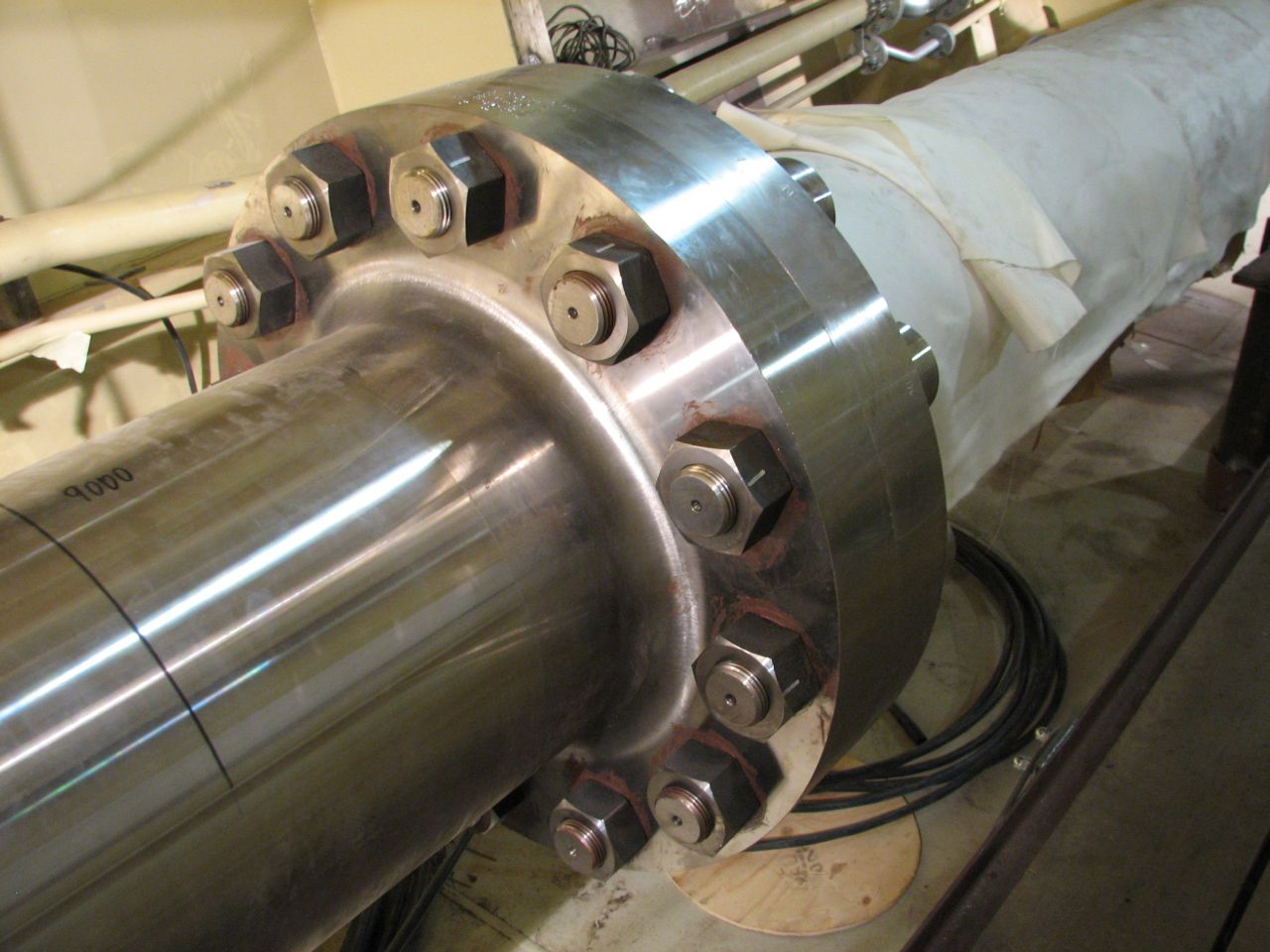
Vista desde el interior.

- Datos: Q9098455